# Шутов, Владимир Петрович
Влади́мир Петро́вич Шу́тов (20 сентября 1924 — 19 октября 1987 года) — генерал-полковник (16.12.1982), заместитель начальника Главного оперативного управления Генерального штаба Вооружённых сил СССР.

## Биография
Владимир Петрович Шутов родился в 1924 году селе Выездное Нижегородской области.
Окончил военно-пехотное училище.
Призван на воинскую службу в августе 1942 года.
С мая 1943 года принимал участие в Великой Отечественной войне в должности командира взвода автоматчиков 922 стрелкового полка 250-й стрелковой дивизии.
В июле 1944 года получил ранние, был отправлен в госпиталь.
Войну окончил в звании старшего лейтенанта на должности адъютанта стрелкового батальона 922 стрелкового полка 250-й стрелковой дивизии.
После войны закончил Военную академию им. М. В. Фрунзе, Военную академию Генерального штаба Вооружённых Сил СССР им. К. Е. Ворошилова.
Продолжал службу на должностях заместителя начальника штаба Белорусского военного округа, Группы советских войск в Германии, заместитиеля начальника Главного штаба Сухопутных войск.
С 1975 года — заместитель начальника Главного управления Генерального штаба Вооружённых Сил СССР.
Лауреат Государственной премии СССР.
Трагически погиб при выполнении служебного задания, в авиакатастрофе в Венгрии, неподалёку от города Папа 19 октября 1987.
Похоронен на Кунцевском кладбище.

## Награды
- Два Ордена Красного Знамени.
- Два Ордена Отечественной войны I степени
- Орден Отечественной войны II степени
- Два Ордена Красной Звезды
- Орден «За службу Родине в Вооружённых Силах СССР» III степени
- Орден Трудового Красного Знамени.
- Медаль «За отвагу»
- Медаль «За победу над Германией в Великой Отечественной войне 1941—1945 гг.»
- Медаль «За взятие Кенигсберга»
- Медаль «Братство по оружию» I степени — золото
- Медаль «За Варшаву 1939—1945»
- Медаль «Победы и Свободы»[5]
- Медаль «За укрепление дружбы по оружию» III степень — бронза[6]
- Медаль «30 лет Болгарской народной армии»
- Медаль «30 лет Победы над фашистской Германией»[7]
- Медаль «60 лет Вооруженным силам МНР»[8]